# Trislaig
Trislaig (Schots-Gaelisch: Trìoslaig) is een dorp op de noordoostelijke oever van Loch Linnhe ongeveer 2 kilometer ten noordoosten van Stronchreggan in de Schotse lieutenancy Inverness in het raadsgebied Highland.